# Sevastianos Rossolatos
Sevastianos Rossolatos (in greco: Σεβαστιανός Ροσσολάτος; Ermopoli, 19 luglio 1944) è un arcivescovo cattolico greco, dal 14 luglio 2021 arcivescovo emerito di Atene e dall'11 aprile 2025 amministratore apostolico sede vacante di Sira, Milo, Santorino e Creta.

## Biografia
Sevastianos Rossolatos è nato il 19 luglio 1944 ad Ermopoli, periferia dell'Egeo Meridionale e diocesi di Sira, in Grecia; proviene da una famiglia di religione cattolica.

### Formazione e ministero sacerdotale
Compiuti gli studi iniziali nell'isola di Siro, ha continuato poi la sua formazione frequentando il ginnasio ed il liceo presso la Scuola greco-francese di St. Paul ad Atene, gestita dei padri maristi.
Ha deciso quindi di seguire la sua vocazione sacerdotale, così nel 1962 si è trasferito a Roma come studente presso il Pontificio collegio greco di Sant'Atanasio e la Pontificia Università Gregoriana dove ha conseguito un baccalaureato in filosofia e teologia. Dopodiché, al termine dei sei anni di soggiorno romano, è ritornato in patria, dove ha ricevuto l'ordinazione sacerdotale il 21 luglio 1968 per imposizione delle mani di Georges Xenopulos, S.I., vescovo di Sira; si è incardinato nella diocesi di Sira. Parla correntemente italiano e francese.
È stato assegnato a svolgere il ministero sacerdotale al santuario della Vergine "Faneromeni" a Sira, divenendo anche direttore della rivista diocesana. Ha ricoperto vari incarichi nelle Commissioni della Conferenza episcopale della Grecia, in particolare quella liturgica, tra i quali: cancelliere della Curia, membro del Tribunale ecclesiastico, ed insegnante di religione presso molte scuole pubbliche, collaboratore ai corsi diocesani in preparazione al matrimonio e membro della Commissione per il culto divino.

### Ministero episcopale
Il 12 agosto 2014 papa Francesco lo ha nominato arcivescovo di Atene e amministratore apostolico sede vacante et ad nutum Sanctae Sedis dell'arcidiocesi di Rodi; è succeduto a Nikólaos Foskolos, dimissionario per raggiunti limiti di età. Ha ricevuto l'ordinazione episcopale il 25 ottobre seguente, presso la cattedrale di San Dionigi l'Areopagita ad Atene, per imposizione delle mani del suo predecessore, assistito dai co-consacranti Franghískos Papamanólis, O.F.M.Cap., vescovo emerito di Sira, e Nikólaos Printesis, arcivescovo metropolita di Nasso, Andro, Tino e Micono; ha preso possesso dell'arcidiocesi durante la stessa celebrazione.
Il 5 febbraio 2015 si è recato, assieme agli altri membri dell'episcopato greco, in visita ad limina apostolorum in Vaticano, discutendo con il Pontefice della situazione e dei problemi relativi alla sua arcidiocesi. Il 29 giugno seguente, pur non essendo arcivescovo metropolita, ha ricevuto da papa Francesco, nella basilica di San Pietro in Vaticano, il pallio, che gli è stato imposto il 3 ottobre seguente dal nunzio apostolico Edward Joseph Adams, nella cattedrale di San Dionigi l'Areopagita.
L'11 novembre 2016 è stato eletto presidente del Santo Sinodo dei vescovi cattolici di Grecia, succedendo al cappuccino Franghískos Papamanólis. Ha mantenuto l'incarico fino al 12 novembre 2021, quando è stato eletto come suo successore il vescovo Petros Stefanou.
Il 14 luglio 2021 papa Francesco ha accolto la sua rinuncia al governo pastorale dell'arcidiocesi e all'incarico di amministratore apostolico di Rodi per raggiunti limiti d'età; gli è succeduto Theodoros Kontidis.
L'11 aprile 2025 lo stesso papa lo ha nominato amministratore apostolico di Sira, Milo, Santorino e Creta.

## Genealogia episcopale e successione apostolica
La genealogia episcopale è:
- Cardinale Scipione Rebiba
- Cardinale Giulio Antonio Santori
- Cardinale Girolamo Bernerio, O.P.
- Arcivescovo Galeazzo Sanvitale
- Cardinale Ludovico Ludovisi
- Cardinale Luigi Caetani
- Cardinale Ulderico Carpegna
- Cardinale Paluzzo Paluzzi Altieri degli Albertoni
- Papa Benedetto XIII
- Papa Benedetto XIV
- Papa Clemente XIII
- Cardinale Marcantonio Colonna
- Cardinale Giacinto Sigismondo Gerdil, B.
- Cardinale Giulio Maria della Somaglia
- Cardinale Carlo Odescalchi, S.I.
- Vescovo Eugène de Mazenod, O.M.I.
- Cardinale Joseph Hippolyte Guibert, O.M.I.
- Cardinale François-Marie-Benjamin Richard
- Cardinale Pietro Gasparri
- Arcivescovo Angelo Rotta
- Arcivescovo Giovanni Francesco Filippucci
- Vescovo Georges Xenopulos, S.I.
- Arcivescovo Ioánnis Perrís
- Arcivescovo Nikólaos Foskolos
- Arcivescovo Sevastianos Rossolatos

La successione apostolica è:
- Arcivescovo Georgios Altouvas (2021)
- Arcivescovo Theodoros Kontidis, S.I. (2021)